# Pie noire du Danemark
La pie noire du Danemark est une race de vache danoise. En danois, elle se nomme Sortbroget Dansk Malkekvaeg, abrégé en SDM-1965.

## Origine
Elle appartient au rameau des races bovines du littoral de la mer du Nord. Elle est issue du croisement entre la jutland et la holstein. Le but de ce croisement est de standardiser le cheptel issu de races voisines. Le livre généalogique est ouvert en 1881. Elle absorbe la majorité de la race jutland dans la première moitié du XXe siècle, puis dans les années 1960 et 70, de la semence de holstein-fresian d'origine américaine et canadienne est massivement introduite, finissant par donner plus de 75 % de sang holstein. Or, cette race est issue de la holstein européenne, mais hautement sélectionnée pour la production laitière, délaissant le caractère mixte de l'origine européenne. La pie noire du Danemark a donc été absorbée par la cousine américaine. 
Un petit nombre d'individus a été recensé exempt du génome de holstein-fresian. Grâce à un stock important de semence SDM-1965 des années 1950 et 60, la race a été maintenue à des fins de préservation du matériel génétique. En 1995, 25 mâles sont disponibles en insémination artificielle et 30 femelles dont 25 inscrites dans le registre généalogique. L'effectif est stable et 100 % de vaches reproduisent en race pure.

## Morphologie
Elle porte une robe pie noire. Ses cornes sont courtes et en forme de croissant. 
C'est une race de taille moyenne. La vache mesure 132 cm au garrot pour 600 kg. Le taureau mesure 145 cm pour 1 050 kg.

## Aptitudes
C'est une race mixte. Sa production laitière est moins rentable que celle de la holstein, raison de sa désaffection, bien que son lait soit plus riche et les carcasses mieux conformées à la réforme. 
Race « métissée », elle ne bénéficie pas de l'engouement de la jutland, race très ancienne que l'on retrouve dans les fermes pédagogiques.